# Razzie Awards 2020
La 41ª edizione dei Razzie Awards si è svolta il 24 aprile 2021 per premiare il peggio della produzione cinematografica statunitense dell'anno 2020.
Le candidature sono state annunciate il 12 marzo 2021; i due film più nominati sono stati 365 giorni e Dolittle con sei candidature.

## Vincitori e candidati
Vengono di seguito indicati i candidati ed i vincitori in grassetto.

### Peggior film
- Absolute Proof, regia di Brannon Howse e Mike Lindell
- 365 giorni (365 Dni), regia di Barbara Białowąs e Tomasz Mandes
- Dolittle, regia di Stephen Gaghan
- Fantasy Island, regia di Jeff Wadlow
- Music, regia di Sia

### Peggior attore
- Mike Lindell - Absolute Proof
- Robert Downey Jr. - Dolittle
- Michele Morrone - 365 giorni (365 Dni)
- Adam Sandler - Hubie Halloween
- David Spade - La Missy sbagliata (The Wrong Missy)

### Peggior attrice
- Kate Hudson - Music
- Anne Hathaway - Il suo ultimo desiderio (The Last Thing He Wanted) e Le streghe (The Witches)
- Katie Holmes - The Boy - La maledizione di Brahms (Brahms: The Boy II) e The Secret - La forza di sognare (The Secret: Dare to Dream)
- Lauren Lapkus - La Missy sbagliata (The Wrong Missy)
- Anna-Maria Sieklucka - 365 giorni (365 Dni)

### Peggior attore non protagonista
- Rudy Giuliani - Borat - Seguito di film cinema (Borat Subsequent Moviefilm: Delivery of Prodigious Bribe to American Regime for Make Benefit Once Glorious Nation of Kazakhstan)
- Chevy Chase - The Very Excellent Mr. Dundee
- Shia LaBeouf - The Tax Collector
- Arnold Schwarzenegger - The Iron Mask
- Bruce Willis - Breach - Incubo nello spazio (Breach), Hard Kill e Survive the Night

### Peggior attrice non protagonista
- Maddie Ziegler - Music
- Glenn Close - Elegia americana (Hillbilly Elegy)
- Lucy Hale - Fantasy Island
- Maggie Q - Fantasy Island
- Kristen Wiig - Wonder Woman 1984

### Peggior coppia
- Rudy Giuliani e la sua cerniera in Borat - Seguito di film cinema (Borat Subsequent Moviefilm: Delivery of Prodigious Bribe to American Regime for Make Benefit Once Glorious Nation of Kazakhstan)
- Robert Downey Jr. ed il suo accento "gallese" poco convincente in Dolittle
- Harrison Ford e quel "cane" in CGI totalmente falso in Il richiamo della foresta (The Call of the Wild)
- Lauren Lapkus e David Spade in La Missy sbagliata (The Wrong Missy)
- Adam Sandler e la sua stridente voce da sempliciotto in Hubie Halloween

### Peggior regista
- Sia - Music
- Charles Band - Barbie & Kendra Storm Area 51 e Barbie & Kendra Save the Tiger King
- Barbara Białowąs e Tomasz Mandes - 365 giorni (365 Dni)
- Stephen Gaghan - Dolittle
- Ron Howard - Elegia americana (Hillbilly Elegy)

### Peggior sceneggiatura
- 365 giorni (365 Dni)
- Barbie & Kendra Storm Area 51 e Barbie & Kendra Save the Tiger King
- Dolittle
- Fantasy Island
- Elegia americana (Hillbilly Elegy)

### Peggior prequel, remake, rip-off o sequel
- Dolittle
- 365 giorni (365 Dni)
- Fantasy Island
- Hubie Halloween
- Wonder Woman 1984

### Special Governors' Award per il peggior anno di sempre
- 2020